# Nalinnes
Nalinnes (en wallon Naulène) est une section de la commune belge de Ham-sur-Heure-Nalinnes située en Région wallonne dans la province de Hainaut.
C'était une commune à part entière avant la fusion des communes de 1977.

## Géographie

### Topographie
Le village de Nalinnes se situe sur une plaine de l'extrémité du plateau du Condroz, bordé de bois, à l'est de l'Eau d'Heure, et au sud de la Sambre.

### Géologie
Le sol du territoire de Nalinnes est limoneux, naturellement arrosé de ruisseaux, et de petites sources, favorables à l'agriculture, dont l'exploitation remonte à l'antiquité. On y trouve également des terres argileuses, essentiellement utilisées pour les pâtures, et ayant aussi servi à la production de briques. Ainsi qu'une aire sablonneuse, qui fut également exploitée à des fins de construction (carrière de sable). [réf. souhaitée].

### Morphologie urbaine

#### Composition des trois sections du village
Le village de Nalinnes est composé de trois sous-sections :
- Nalinnes Haies,
- Nalinnes Centre,
- Nalinnes Bultia.

Chacune de celles-ci comprend son église, sa place centrale, son école, etc.

#### Hameaux et lieux-dits
Le village de Nalinnes possède de nombreux hameaux et de lieux-dits : Le Village, Les Monts, Couturelle, Al Vô, Fontenelle, Tingremont, La Préle, Louvroi, Domaine d'Anjou, La Ferrée, La Vallée, Goûjîve, Petite Bruyère, Noirchien, Petrias, Longuenon, Mont du Berger, Warinauwé, Charnière, Les Six Chemins, Champ d'à D'sus, Colichoné, L'Hobette, Par delà le Vivier, Foresse, Le Tilleul, Grande Baleine, Stienette, Pairin, Balorée, Cailloux de Tingremont, Les Bries, Petit Douze Bois, Les Cavins, Dessus du Mont, Couture, Chérrière, Les Chênias, Le Loria, Rindaille, Housseroule, La Faisanderie, Maubri.

#### Bois
Le village possède des bois : Bois du Roûyîye, Bois Fousset, Bois de Foresse, Bois de Louvroi, Bois Planté, Bois de la Ferrée, Bois Servais-Fontaine, Bois de Rouyî, Bois Jeanne Marie.

### Hydrographie
Le village est arrosé par les ruisseaux suivants : ruisseau de la Ferrée, ruisseau de Warchisseaux, ruisseau du Bois communal, ruisseau du Chêneaux, ruisseau du Moulin, ruisseau de la Prêle.

#### Étangs
Le village possède les étangs suivants : les étangs du Chêneaux, les étangs des six chemins et l'étang de Nalinnes.

## Évolution démographique
- Sources : INS, Rem. : 1831 jusqu'en 1970 = recensements, 1976 = nombre d'habitants au 31 décembre.

## Gentilé
Les habitants de Nalinnes sont les Nalinnois. Leur blason populaire est Marloyats, du nom de Marloye, ouvrier qui bâtit le porche de l'église de Nalinnes-Centre, et y inscrivit son nom dessus en lettres dorées[réf. nécessaire].

## Histoire
Le site de Nalinnes était déjà occupé à l'époque franque. On y a découvert une sépulture franque au lieu-dit « Couture ». Un cimetière assez important a dû y exister mais a été détruit.
La première apparition du village de Nalinnes remonte en 868, lorsqu'il est mentionné dans le polyptyque de l'abbaye de Lobbes sous le nom de « Naslinas ».
Au début du XIe siècle, l'entité est la propriété de Godescalc, seigneur de Morialmé. En 1207, Arnould de Morialmé donne le fief de Nalinnes au chapitre de Fosse-la-Ville. Du XIIIe au XVe siècle, le village passe sous différentes mains au fil de mariages et héritages.
En 1434, le village est détruit par les troupes de Tristan de Morialmé.
En 1489, Richard de Mérode en devient propriétaire. Sa famille conservera le village jusqu'à la fin de l'Ancien Régime.
Des récentes[Quand ?] fouilles ont mis au jour la possible existence d'un château d’époque médiévale qui laisserait supposer que Charlemagne ait séjourné dans la commune de Nalinnes. Des pièces de bronze à son effigie ainsi que des fondations de ce qui pourrait être une résidence royale. [réf. souhaitée]

### Commodités
C'est en 1922 que débute l'électrification des habitations et voiries de Nalinnes.

## Héraldique
|  | Les armes sont basées sur le sceau du village en 1711. Elle montrait les armoiries de la Maison de Merode avec la sainte patronne locale, Sainte-Marie. Les comtes de Mérode ont été propriétaires du village de la fin du XVe siècle jusqu'à la fin du XVIIIe siècle. Blasonnement : D'or à quatre pals de gueules, à la bordure engrélée d'azur. - Arrêté royal : 3 janvier 1911 |

## Bourgmestres de Nalinnes (avant fusion)
Les bourgmestres de Nalinnes, avant fusion, étaient les suivants :
- Ferdinand Thibaut (1849-1922), bourgmestre de 1885 à 1912;
- Gustave Jopart (1855-1939), bourgmestre de 1912 à 1919;
- Gustave Dreydt (1845-1940), bourgmestre faisant fonction de 1919 à 1921, et, en titre, de 1921 à 1927;
- Léandre Dommary (1878-1930), bourgmestre de 1927 à 1930;
- Robert Dupuis (1896-1932), bourgmestre faisant fonction de 1930 à 1931;
- Nestor Maistriaux (1880-1939), bourgmestre faisant fonction de 1931 à 1933;
- Fernand Dufour (1894-1965), bourgmestre de 1933 à 1939, en 1941 et de 1944 à 1948;
- Alfred Bosseaux (1880-1969), bourgmestre faisant fonction en 1939, en titre de 1940 à 1941;
- Oscar Sohy, bourgmestre de 1941 à 1944 (imposé durant l'occupation allemande);
- Albert Thouyaret (1906-1974), bourgmestre de 1948 à 1953 et de 1959 à 1965;
- Jules Monnom (1883-1972), bourgmestre de 1953 à 1956;
- Ernest Maistriaux (1901-1980), bourgmestre faisant fonction en 1956;
- Arthur Masy (1915-1975), bourgmestre faisant fonction de 1957 à 1958;
- Oscar Behogne (1900-1970), bourgmestre de 1965 à 1970;
- Arile Browet (1909-1977), bourgmestre de 1970 à 1976. Il s'agit du dernier maïeur de Nalinnes avant la fusion des communes de 1977.

## Patrimoine et culture

### Patrimoine architectural

#### Lieux de culte

##### Nalinnes-Centre

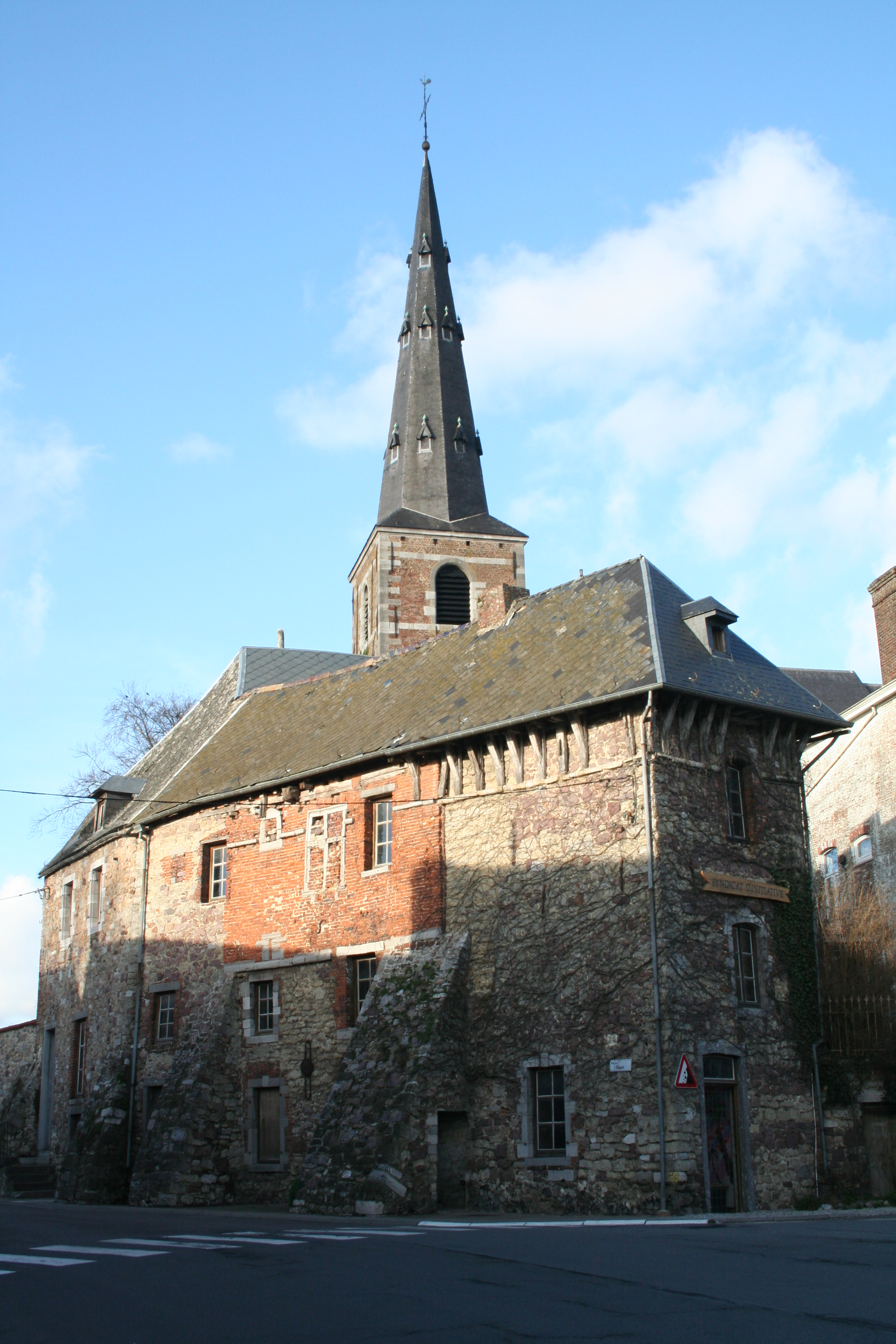
Vue sur le clocher de l'église de Nalinnes-Centre depuis la place.

Le village de Nalinnes-centre abrite l'église Notre-Dame de la Visitation.
La partie la plus ancienne de l'édifice date du XIe siècle. Elle a subi de nombreuses transformations et rénovations au fil des siècles. La construction fut fortement endommagée lors du raid de l'armée allemande du 16 mai 1940. Elle fut reconstruite de novembre 1953 à mars 1955.
L'ancien cimetière entourait auparavant l'église, dont il subsiste plusieurs pierres tombales présentes le long des murs extérieurs du bâtiment. Trois cloches sont présentes dans le clocher de l'église, elles ont comme noms "Marie de la Visitation, Léonie, Théodore, Arsène", "Elisabeth, Pauline, Julienne, Jeanne" et "Anne, Louise, Hermance, Marcelle, Armande". Elles furent consacrées le 9 mars 1952.

##### Nalinnes-Haies
L'église Saint-Nicolas a été bâtie en 1853. Les premières célébrations eurent lieu à la Toussaint 1854. En mai 1859, la consécration définitive a lieu en présence de l'évêque de Tournai. En 1940, l'église fut entièrement détruite par un raid de l'armée allemande. La reconstruction, d'un style totalement différent, débute en 1950.

##### Nalinnes-Bultia
L'église Saint-Benoît est située à la rue d'Acoz, elle a été bâtie en 1957.
En 1878, l'idée de la construction d'une église dans le village de Nalinnes-Bultia fait son apparition, sans qu'elle soit concrétisée. En 1944, le père Jacques Clemens est nommé vicaire de Nalinnes-Bultia. Sur la place du village est présente une habitation et ses dépendances, en ce y compris, une grange et un verger. La grange est aménagée en chapelle où la messe est dite chaque dimanche entre 1945 et 1957.
En 1956, les subsides nécessaires à la construction d'une nouvelle église sont rassemblés par l'abbé Saucin. Ce qui mène à l'édification de l'église actuelle, bâtie sur le verger de l'habitation précitée, qui elle, deviendra la cure occupée par le père résident. Le 24 mars 1957, la première pierre du bâtiment est posée. Le 14 décembre 1958, la consécration définitive a lieu en présence de l'évêque de Tournai.
En 2015, le père Jacques Clemens officie toujours en l'église de Nalinnes Bultia. Il est, en 2015, le "plus vieux curé du monde". En effet, âgé de 105 ans, il était toujours actif dans sa paroisse.

##### Chapelles
Nalinnes possède quelques chapelles :
- Chapelle Notre-Dame Mère des agonisants,
- Chapelle Notre-Dame de la Douce Pensée,
- Chapelle Notre-Dame de Bon Secours,
- Chapelle Sainte-Philomène,
- Calvaire de la Rouge-Croix.

#### Civils

##### Le Kiosque de Nalinnes-centre
C'est en 1907 qu'est construit le kiosque, toujours présent à l'heure actuelle, au centre de la place de Nalinnes-Centre. Plus tard, un café présent sur la place, à côté de la cure, prendra le nom "Le Kiosque", en référence à celui-ci.

##### Maison communale
C'est en 1829 que la première maison communale de Nalinnes est inaugurée. Elle prend place sur l'actuel square Oscar Behogne situé entre l'église Notre-Dame de la Visitation et la salle des fêtes "Notre Maison". La première pierre de l'édifice est posée le 18 juin 1829 par Célestin Ducarne, alors bourgmestre.
En 1950, la place proposée par l'établissement ne correspond plus aux besoins. C'est alors qu'en décembre 1951, les services communaux prennent place dans un nouveau bâtiment situé sur la place de Nalinnes-centre. Ils y resteront jusqu'à la fusion des communes de 1977, date à laquelle la commune de Nalinnes fusionne avec d'autres et forme l'entité d'Ham-sur-Heure-Nalinnes. À la suite de cela, l'ensemble de l'administration communale déménage dans le Château d'Ham-sur-Heure, qu'elle occupe toujours.
Concernant la seconde et dernière maison communale de Nalinnes-centre, elle deviendra ensuite le commissariat de la police communale de Nalinnes. À la réforme des polices en 2001, ce commissariat devient le poste de police de proximité de Nalinnes. À la suite de l'inauguration le 11 mars 2009 du nouvel Hôtel de police d'Ham-sur-Heure, les Inspecteurs de Proximité de Nalinnes déménagent au sein du bâtiment situé à la rue du Calvaire.
Le poste de police de Nalinnes, deviendra ensuite un bureau de l'Office de la Naissance et de l'Enfance.

### Folklore

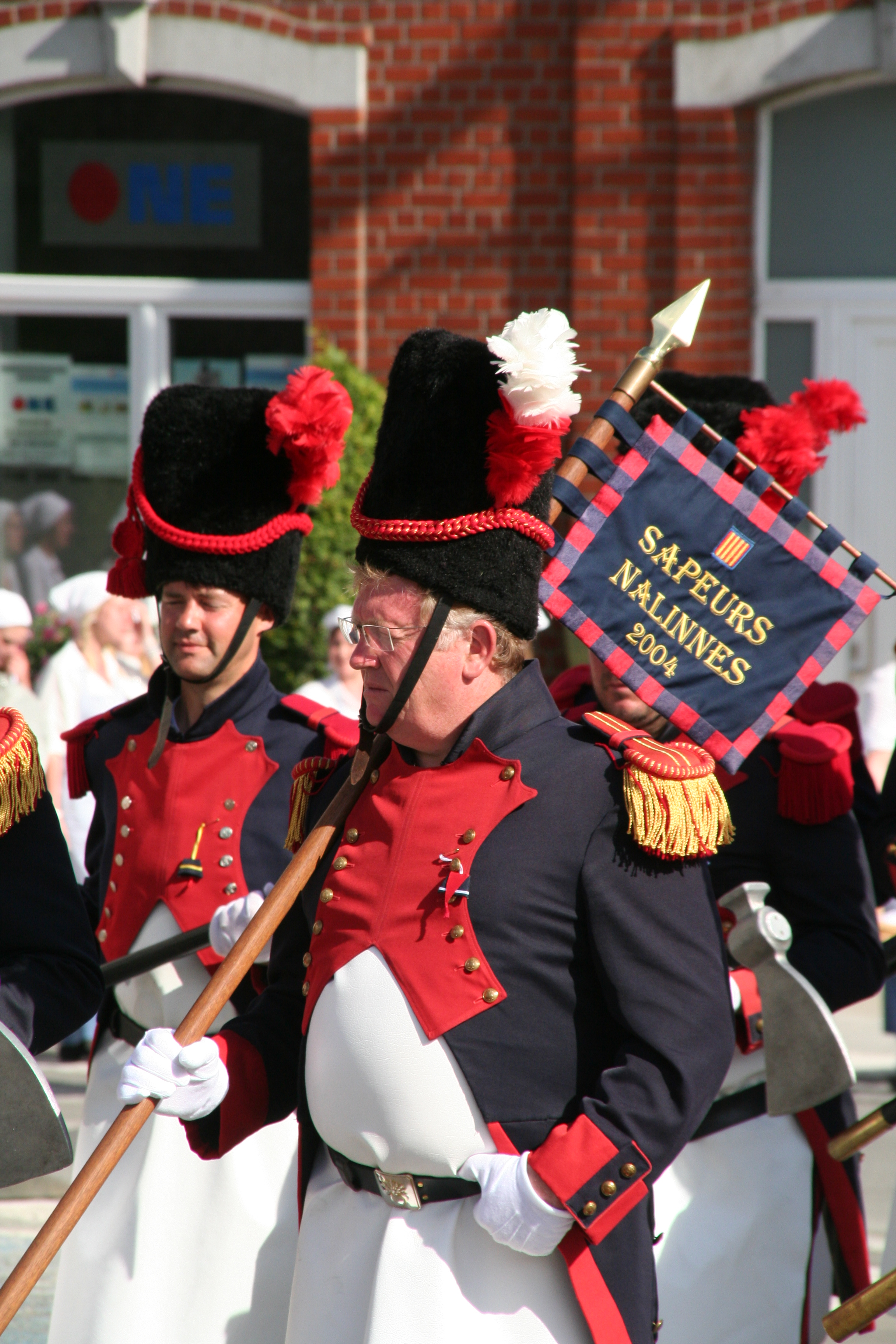
La marche en 2016.

Le village de Nalinnes accueille, chaque deuxième week-end du mois de juillet, la marche Notre-Dame de Bon-Secours. Celle-ci fait partie des marches de l'Entre-Sambre-et-Meuse.
La première édition eut lieu en 1990, sous la présidence de Jules Roulin. L'année 1997 voit naître la Jeune Marche, destinée à accueillir les enfants du village lors de la procession. Celle-ci se déroule sur trois jours, du samedi au lundi.
Quelques semaines avant la marche, a lieu le « cassage du verre ». Il s'agit d'un rituel au cours duquel l'ensemble du corps d'office casse un verre, après l'avoir bu. Symbole qui engage celui qui le réalise, à tenir son rôle lors de la marche à venir.

## Économie
Nalinnes-Bultia, bordé par la Nationale 5, présente un centre commercial accueillant plus de 90 commerces. De l'autre côté de cette artère, se trouve le centre commercial "Bultia Village" qui accueille 12 boutiques.
Le village de Nalinnes est le centre d'une multitude d'activités culturelles, les sites historiques ne manquent pas (églises et autres). (ex. : le syndicat d'initiative à Nalinnes-centre (maison forte)).

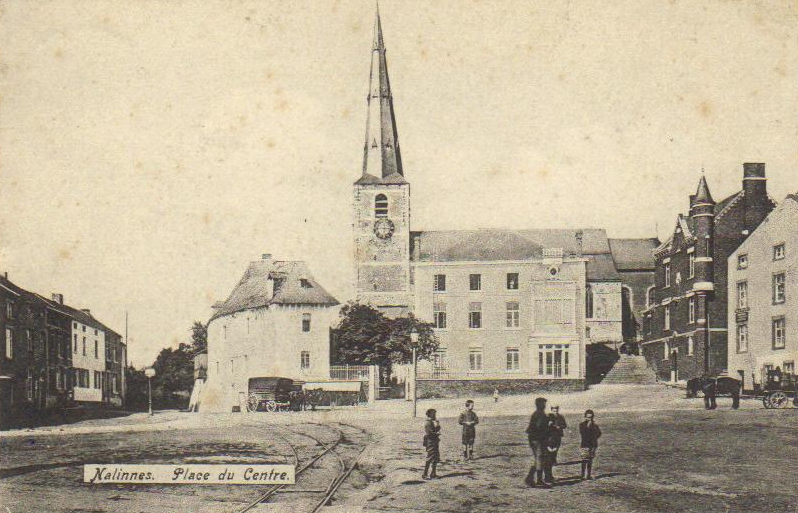
Carte postale de la place de Nalinnes-Centre (en 1906).

### Ligne de Tramway

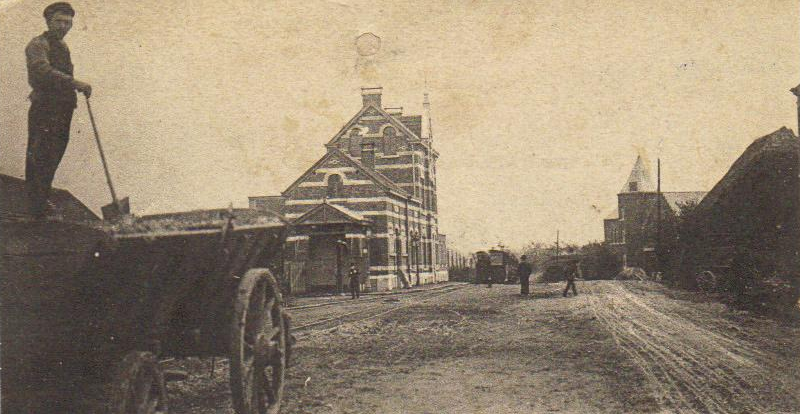
Station des tramways à la rue du Dépôt à Nalinnes-centre (en 1904).

Le village de Nalinnes était desservi par une ligne de Tramway de 1902 à 1968. Celle-ci reliait Nalinnes à Charleroi en passant par Marcinelle. Elle était exploitée par la SNCV. Le dépôt de Nalinnes était situé dans la "rue du Dépôt" à Nalinnes-Centre, qui est aujourd'hui toujours utilisé comme dépôt mais pour les bus de l'Opérateur de transport de Wallonie.
La ligne, à écartement métrique, reliait initialement Charleroi-Sud à Marcinelle (rue Allard) à partir du 28 mars 1901. Le 4 avril 1901, le même tronçon permet alors de rejoindre Marcinelle (Hauchies) à la suite de son extension. Le 29 juin 1902, la ligne dessert maintenant Marcinelle (Haies), à la bordure du territoire de Nalinnes.
Le 31 octobre 1902, la ligne de tram est étendue et permet maintenant de rejoindre Nalinnes-Centre depuis Marcinelle (Haies). Ce tronçon n'est pas électrifié et est desservi par des engins à vapeur, le reste de la ligne (de Charleroi à Marcinelle), lui, est déjà électrifié à cette époque-là.
Le 1er septembre 1904, la ligne est prolongée jusque Nalinnes Bultia, l'exploitation de ce tronçon sera arrêtée le 20 avril 1935.
Le 29 février 1968 marque le dernier jour de circulation des trams à Nalinnes.

## Sport et vie associative

### Sport
Nalinnes possède des clubs sportifs et un complexe sportif.

#### Infrastructures sportives
- Centre sportif de Nalinnes.
- Stade communal.

#### Clubs
- Football Club Nalinnois.
- Volant Marloyat.
- Jogging Club Nalinnes.
- CrossFit Nalinnes.

#### Piscine
Aquacenter, rue Nicolas Monnom.